# Коломино (Томский район)
Коло́мино — деревня в Томском районе Томской области России. Входит в состав Зоркальцевского сельского поселения.

## География
Деревня стоит на берегу реки Порос.
Расстояние до Томска — 26 км, до Зоркальцева (центр поселения) — 7 км.

## Население
| 2002 | 2008 | 2009 | 2010 | 2011 | 2012 | 2013 | 2014 | 2015 | 2021 |
| ---- | ---- | ---- | ---- | ---- | ---- | ---- | ---- | ---- | ---- |
| 27   | ↗36  | ↗37  | ↗55  | →55  | ↗67  | ↗71  | ↗74  | ↗76  | ↘42  |

## Инфраструктура

### Социальная сфера и экономика
Географически ближайшие фельдшерско-акушерский пункт, школа, библиотека и др. объекты социального и образовательного назначения находятся в Поросино.
Услуги ЖКХ оказывает ООО «Тепло» (зарегистрировано в селе Зоркальцево, работает на территории Зоркальцевского сельского поселения).

## Транспорт
Просёлочная дорога.